# Diversité fantôme
La diversité fantôme d'un écosystème est l'ensemble des espèces qui en sont absentes alors qu'elles sont présentes dans des écosystèmes voisins et similaires. Ce concept a été développé en 2011 par Meelis Pärtel (et), de l'université de Tartu (Estonie).
En 2025, les données recueillies dans 119 régions du monde montrent que 20 % seulement des espèces végétales statistiquement attendues sont présentes dans les milieux où l'empreinte humaine est forte, et que l'influence humaine peut se manifester à plusieurs centaines de kilomètres de distance : les zones protégées sont souvent trop petites pour être vraiment efficaces,.